# Thierry Peugeot
Pour les autres membres de la famille, voir Famille Peugeot.
Thierry Peugeot (né le 19 août 1957) est un industriel français, directeur général de Slica (succursale PSA Lyon nord) de 1997 à 2000 et président du conseil de surveillance du groupe PSA Peugeot Citroën de 2002 à 2014.

## Carrière
Diplômé de l'ESSEC, il est élu président du conseil de surveillance du groupe PSA Peugeot Citroën en 2002 à la mort de son père Pierre. Sa sœur Marie-Hélène Roncoroni (1960) siège avec lui au conseil de surveillance de PSA comme représentants de la FFP.
Fin 2006[réf. nécessaire], il nomme Christian Streiff pour succéder à Jean-Martin Folz à la tête de PSA début 2007 avant qu'il ne soit débarqué début 2009. Ses cousins ne lui pardonneront pas ce choix, qu'ils considèrent comme une erreur de casting. Le choix de Streiff à la place de Robert Peugeot, alors à la tête de la direction de l'innovation et de la qualité (DINQ), cristallise des tensions au sein de la famille qui pourraient ressurgir si elle devait arbitrer une fusion avec un autre constructeur.
Le 2 juin 2009, il déclare que les objectifs de la famille Peugeot sont « croissance, rentabilité et indépendance » et qu'elle « n'est pas du tout opposée à regarder un certain nombre d'alliances ou de rapprochements. [...] Ce que nous voulons, c'est une stratégie de croissance et de rentabilité, dans laquelle nous restons indépendants ».
Pourtant, en février 2014, il se résout à ce que la famille Peugeot ne soit plus le premier actionnaire lorsque sa part du capital est ramenée de 25,4 % à 14 %. Restant en désaccord avec la famille Peugeot sur la stratégie adoptée, il est remplacé par Marie-Hélène Roncoroni en juillet 2014 en tant que représentante de la holding EPF.

## Distinctions
- Chevalier de la Légion d'honneur[8]
- Chevalier de l'ordre national du Mérite

### Parcours professionnel
- 1982-1984 : responsable export Moyen-Orient, Afrique anglophone de Marrel (division Air Marrel)
- 1984-1988 : directeur d'Air Marrel America.
- 1988-1991 : responsable de la zone Asie du Sud-Est d'Automobiles Peugeot.
- 1991-1997 : directeur général de Peugeot do Brasil.
- 1997-2000 : directeur général de Slica, filiale de Peugeot, à Lyon.
- 1998-2006 : président du comité d'organisation des Salons de l'automobile, du cycle et du motocycle.
- 2000-2002 : responsable des grands comptes internationaux de Citroën.
- 2002 : directeur des services et des pièces d'automobiles Citroën.
- 2002-2014 : président du conseil de surveillance de PSA Peugeot Citroën et administrateur de la FFP[5].